# CHARMM
CHARMM은 분자동역학에서 널리 사용되는 힘의 장 집합의 이름이자 이 개념과 연관된 분자동역학 시뮬레이션 및 분석 컴퓨터 소프트웨어 패키지의 이름이다. CHARMM 개발 프로젝트는 CHARMM 프로그램의 개발과 유지보수를 목적으로 마르틴 카르플루스와 함께 작업하는 전 세계 개발자 네트워크와 하버드 대학교에서의 그의 그룹을 수반한다.

## 같이 보기
- NAMD